# Hendrik Cornelis Dirk de Wit
Hendrik Cornelis Dirk de Wit, souvent nommé Henk de Wit, né le 24 octobre 1909 à Purmerend aux Pays-Bas et mort le 16 mars 1999 à Heelsum, est un botaniste néerlandais. Spécialisé en systématique végétale, il a notamment contribué à notre connaissance des genres Cryptocoryne et Lagenandra de la famille des Araceae,.

## Biographie
De Wit fait ses études de biologie de 1931 à 1937 à l'université d'Amsterdam. En 1937, il part pour Pretoria en Afrique du Sud ou il travaille pour le ministère de l'Agriculture. Il obtient son doctorat en 1941 avec un thèse sur le genre Setaria (famille Poaceae). La même année, il devient botaniste à la Lands Plantentuin à Buitenzorg sur l’île de Java. Il rentre aux Pays-Bas en 1946, où il devient rédacteur pour la revue Flora Malesiana, puis enseignant à l'Université de Leyde et à l'Université d'Agriculture de Wageningen. Il fait valoir ses droits à la retraite en 1980 et c'est à partir de ce moment qu'il se consacre entièrement à l'histoire de la biologie. Il meurt le 16 mars 1999, à l'âge de 89 ans, à Heelsum, aux Pays-Bas.

## Primitiae Africanae
Les premiers résultats de chercheurs en botanique taxonomique africaine, préparés sous la supervision de de Wit, étaient publiés dans une série nommée Primitiae Africanae. Douze articles au total étaient publiés, dans des journaux différents.

## Espèces éponymiques
Plusieurs espèces de plantes ont été nommées dans l'honneur de de Wit, comme Begonia bonus-henricus J.J. de Wilde, Crudia dewitii Kostermans, Cryptocoryne dewitii Jacobsen,,, Homalium dewitii Kostermans, Bauhinia dewitii K.Larsen & S.S.Larsen, Rinorea dewitii Achound. et Lagenandra dewitii Crusio et de Graaf.

## Publications
- Histoire du développement de la biologie, titre original : Ontwikkelingsgeschiedenis van de biologie, en 3 volumes, traduction et adaptation française : H. C. D. de Wit & A. Baudière, Lausanne : Presses polytechniques et universitaires romandes, vol.1 :1992, vol.2 : 1993 & vol.3 : 1994[17]
- La vie racontée: une biographie de la biologie, traduction et adaptation française par A. Baudière, PPUR presses polytechniques, 1997, 336 p.